# Chironomus seitenstettensis
Chironomus seitenstettensis är en tvåvingeart som först beskrevs av Gabriel Strobl 1880.  Chironomus seitenstettensis ingår i släktet Chironomus och familjen fjädermyggor.
Artens utbredningsområde är Österrike. Inga underarter finns listade i Catalogue of Life.